# 佐里亞 (卡贊卡區)
47°32′20″N 33°4′38″E / 47.53889°N 33.07722°E
佐里亞（烏克蘭語：Зоря），是烏克蘭南部的村莊，隸屬尼古拉耶夫州的巴什坦卡區。該村始建於1924年，面積0.41平方公里，海拔高度85米，2001年人口46，人口密度每平方公里112.2人。